# Clodius Albinus
Clodius Albinus (tiếng Latin: Decimus Clodius Septimius Albinus Augustus; khoảng 150 - 19, 197) là một người cướp ngôi La Mã được tuyên bố là hoàng đế bởi quân đoàn lê dương ở Anh và Hispania (bán đảo Iberia, bao gồm Tây Ban Nha và Bồ Đào Nha ngày nay) khi xảy ra vụ vụ giết Pertinax vào năm 193.
 
Albinus sinh ra trong một gia đình quý tộc ở Hadrumetum ở châu Phi. Theo cha của ông thì ông đã nhận được tên của Albinus vì độ trắng bất thường của cơ thể của cậu bé. Thể hiện thiên hướng lớn đối với cuộc sống quân ngũ, ông nhập ngũ ở độ tuổi trẻ và phục vụ với sự ưu tú lớn, đặc biệt là trong các cuộc nổi loạn của Avidius Cassius chống lại hoàng đế Marcus Aurelius năm 175. Công lao của ông được công nhận bởi các hoàng đế trong hai chữ cái mà ông gọi là Albinus một người châu Phi, giống như đồng hương của mình nhưng ít, và đáng ca ngợi cho kinh nghiệm quân sự và vẻ nghiêm nghị trong tính cách của ông. Hoàng đế tuyên bố rằng không có Albinus các quân đoàn (ở Bithynia) sẽ đi qua Avidius Cassius, và rằng ông dự định để anh ta làm quan chấp chính tối cao.